# Trump (Serie)
Trump (Eigenschreibweise in Versalien) ist eine Reihe von Dramen des japanischen Autors Kenichi Suemitsu, die ab 2009 in japanischen Theatern aufgeführt wurden. Die Reihe wurde 2020 als Manga umgesetzt, der auf Deutsch unter dem Titel Clan erscheint. 2024 kam eine Adaption als Anime-Fernsehserie unter dem Titel Delico’s Nursery heraus. Die Geschichten spielen in einer Welt, in der Vampire unter Menschen leben und einen eigenen Adel haben. Ihr Überleben hängt vom ersten und ältesten ihrer Art ab, von dessen Namenskürzel TRUMP für „TRue of VaMP“ auch der Titel des ersten Teils der Reihe stammt.

## Inhalt
Die Geschichten der Stücke spielen in einer Welt angelehnt an das 19. Jahrhundert, in der Vampire neben Menschen leben und einige unter ihnen als Adelige einen hohen Status haben. Diese Vampir-Adelige haben eigene Organisationen, die ihre Volk schützen sollen – vor allem den ältesten und ersten, angeblich unsterblichen Vampir, mit dem das Schicksal aller anderen verbunden ist: TRUMP. Wenn sein empfindliches Gefühlsleben gestört wird, hat dies Auswirkungen auf alle Vampire. So kam es bereits zu massenhaften Suiziden der Vampire in der Vergangenheit. Der Blutpaktpolizei und der Geheimbund Vlad sollen dies verhindern.
Als Mitglied von Vlad und hochrangiger Adeliger soll Dali Delico eine Serie von Morden an Vampiren aufklären. Gemeinsam mit Gerhard Fra, Henrique Lorca und Dino Classico wird er auf den Fall angesetzt, allesamt angesehene junge Männer. Doch Dali besteht darauf, sich um die Erziehung seiner beiden Söhne zu kümmern, deren Mutter er dies versprach. Da es Gerhard war, der sie tötete, als sie bei einem Überfall unter die Kontrolle der Angreifer geriet, willigt er wie die anderen von Vlad schließlich ein. So bringen alle der jungen Väter ihre Kinder mit, die sie nun gemeinsam während der Arbeit hüten und erziehen. Während die Ermittler also einer Gruppe von Mördern auf die Spur kommen, die es auf TRUMP abgesehen haben, müssen sie auch die Herausforderungen der Kindererziehung bestehen.

## Aufführungen
Die Reihe umfasst zehn Stücke, die von Kenichi Suemitsu geschrieben wurden. Das erste wurde 2009 uraufgeführt.
- Trump, Uraufführung 2009 im Independent Theatre 2nd in Osaka durch Peacepit
- Lilium, Musical komponiert von Shunsuke Wada, Uraufführung 2014 im Sunshine Theatre in Tokio und Morinomiya Piroti Hall in Osaka durch Engeki Joshibu
- Specter, Uraufführung 2015 im ABC Hall in Osaka durch Gekidan Patch
- Grand Guignol, Uraufführung 2017 im Sunshine Theatre in Tokio und Umeda Arts Theater in Osaka durch Peacepit
- Marigold, Musical komponiert von Shunsuke Wada, Uraufführung 2018 im Sunshine Theatre in Tokio und Morinomiya Piroti Hall in Osaka
- Cocoon: Tsuki no Kageri und Cocoon: Hoshi Hitotsu, 2 Stücke, Uraufführung 2019 im Sunshine Theatre in Tokio und Sankei Hall Breezé in Osaka
- Kuro Sekai, Stück in zwei Teilen, Uraufführung 2020 im Sunshine Theatre in Tokio und Cool Japan Park Osaka WW Hall in Osaka
- Verachicca, Musical komponiert von Shunsuke Wada, Uraufführung 2022 im Tokyo Tatemono Brillia Hall in Tokio und Cool Japan Park Osaka WW Hall in Osaka
- Marionette Hotel, Uraufführung 2024 im Sunshine Theatre in Tokio und Sankei Hall Breezé in Osaka

## Adaptionen
Zur Dramenreihe kamen Kurzgeschichten heraus und fanden Konzerte statt. Eine Adaption als Manga wurde gezeichnet von Hamaguri. Sie erschien von November 2020 bis Dezember 2023 zunächst im Magazin Young Ace bei Kadokawa Shoten. Der Verlag brachte die Kapitel danach gesammelt in fünf Bänden heraus. Im September 2025 startete eine neue Serie unter dem Titel Cocoon, die eine Vorgeschichte zur ersten erzählt. Eine deutsche Übersetzung erscheint seit Juni 2025 beim Carlsen Verlag, übersetzt von Yohana Araki, unter dem Titel Clan.
Beim Studio J.C.Staff entstand unter der Regie von Hiroshi Nishikiori eine Adaption der Stücke als Animeserie für das japanische Fernsehen. Die Drehbücher schrieb Kenichi Suemitsu selbst. Die Charakterentwürfe von Araya wurden von Yōko Itō für die Animationen adaptiert. Die künstlerische Leitung lag bei Kentaro Izumi, für die Kameraführung war Akihiro Takahashi zuständig und die Computeranimationen leitete Hiroyuki Inagawa. Tonregie führte Takatoshi Hamano. Der Anime wurde im August 2023 erstmals angekündigt. Die 13 Folgen wurden vom 7. August bis 28. November 2024 von den Sendern Tokyo MX, BS11, Gunma TV, Tochigi TV und Mainichi Broadcasting System in Japan gezeigt. Parallel dazu erfolgte eine internationale Veröffentlichung per Streaming über die Plattform Crunchyroll, unter anderem mit deutschen und englischen Untertiteln.

### Synchronisation
| Rolle             | japanischer Stimme (Seiyū) |
| ----------------- | -------------------------- |
| Dali Delico       | Masakazu Morita            |
| Gerhard Fra       | Katsuyuki Konishi          |
| Henrique Lorca    | Hiro Shimono               |
| Dino Classico     | Takuya Satō                |
| Raphael Delico    | Konomi Kohara              |
| Angelico Fra      | Ayasa Itō                  |
| Theodore Classico | Chika Anzai                |
| Elena Lorca       | Sanae Fuku                 |
| Lucia Lorca       | Yū Wakui                   |

### Musik
Die Musik der Animeserie wurde komponiert von Shunsuke Wada. Das Vorspannlied ist Unfair von Mika Nakashima und der Abspann ist unterlegt mit dem Titel Prayer von Anonymouz.